# توماش سيفوك
توماش شيفوك (بالتشيكية: Tomáš Sivok)‏، من مواليد 15 سبتمبر 1983 في بالهريموف في تشيكوسلوفاكيا، لاعب كرة قدم تشيكي.
يلعب مع نادي بيشكتاش التركي منذ عام 2008.
بدأ باللعب مع منتخب التشيك لكرة القدم في عام 2005.

## السيرة
في منتصف عام 2005 تم تعيين شيفوك كقائد لفريق سبارتا براغ ومن ثم أصبح قائد لمنتخب التشيك تحت 21 سنه.
في منتصف عام 2006 سمّي شيفوك الشخص الرسمي لحملة الحكومة التشيكيه ضد العنصرية المسماة بـ(معاً ضد العنصرية).
مع بداية عام 2007 وقع عقدا مدته 4 سنوات ونصف لغاية صيف 2011 مع فريق نادي أودينيزي الإيطالي بمبلغ يقدر بـ 2.5 مليون جنيه استرليني. في صيف 2008 انتقل اللاعب إلى صفوف فريق نادي بشيكتاش التركي في صفقه تقدر بـ 4.7 مليون يورو 

## روابط خارجية
- توماش سيفوك على موقع الاتحاد الدولي (مؤرشف)  (الإنجليزية)
- توماش سيفوك على موقع الاتحاد الأوربي (الإنجليزية)
- توماش سيفوك على موقع الاتحاد التشيكي (الإنجليزية)
- توماش سيفوك على موقع اتحاد تركيا (لاعب) (الإنجليزية)
- توماش سيفوك على موقع قاعدة بيانات كرة القدم.إي يو (الإنجليزية)
- توماش سيفوك على موقع ناشيونال فوتبول تيمز (الإنجليزية)
- توماش سيفوك على موقع Soccerway.com (الإنجليزية)
- توماش سيفوك على موقع عالم كرة القدم.نت (الإنجليزية)
- توماش سيفوك على موقع AS.com (الإسبانية)